# تپه چیا رسول
تپه چیا رسول مربوط به عصر مس - مفرغ است و در شهرستان کوهدشت، بخش مرکزی، دهستان کوهدشت جنوبی، روستای برآفتاب صید محمد واقع شده و این اثر در تاریخ ۶ اسفند ۱۳۸۵ با شمارهٔ ثبت ۱۷۶۰۳ به‌عنوان یکی از آثار ملی ایران به ثبت رسیده است.